# Carl Ulrik af Klercker
Carl Ulrik af Klercker, född 7 juni 1778 på Sveaborg, Helsingfors, död 18 augusti 1828 i Stockholm, var en svensk militär och genealog. Han var son till generallöjtnanten friherre Carl Nathanael af Klercker.

## Biografi

### Militär karriär
Carl Ulrik af Klercker blev 1796 löjtnant i armén och året efter i flottan. 1808 befordrades han till kapten och skickades till Finland i samband med finska kriget. Kapten af Klercker var delaktig i en avgörande seger under överstelöjtnant Johan Ludvig Brants befäl i Skärgårdsslaget vid Grönvikssund. 1810 blev han major i flottorna och 1814 detsamma i arméns flotta. För sin insats vid Erövringen av Fredrikstad i augusti 1814 belönades af Klercker med medaljen För tapperhet till sjöss i guld. 1815 blev han chef för Norra Roslags 1:a Båtsmanskompani, 1823 överstelöjtnant vid armén och slutligen även kommendörkapten vid flottan.

### Genealogi
Carl Ulrik af Klercker var en känd genealogisk samlare och skapade det som blivit känt som Klercker-Mattonska samlingen på Kungliga biblioteket. Efter hans död ägdes och kompletterades den av kamreren Carl Matton.

## Familj
Carl Ulrik af Klercker tillhörde den adliga ätten af Klercker, nr 2132. Han var son till generallöjtnanten friherre Carl Nathanael af Klercker och Louisa Gustava Paqvalin. Han gifte sig med Maria Margareta Måhlberg. 1825 fick de sonen Natanael Ulrik Carl Rikard som var sekundlöjtnant vid flottan i Karlskrona fram till sin död 1848.

## Utmärkelser
- Riddare av Kungl. Svärdsorden, 1808.[1]
- För tapperhet till sjöss i guld, 1814.
- Ledamot av Kungliga Krigsvetenskapsakademien, 1815.